# 591964 Jakucs
A 591964 Jakucs (ideiglenes jelöléssel  2014 JA49) a Naprendszer kisbolygóövében található aszteroida. Piszkéstetőn fedezte fel Kuli Zoltán és Sárneczky Krisztián 2010. szeptember 7-én. Nevét a kiváló természettudós geográfus professzorról és karsztkutatóról, Jakucs Lászlóról kapta.

## Fordítás
- Ez a szócikk részben vagy egészben  a(z)   591964 Jakucs című olasz Wikipédia-szócikk ezen változatának fordításán alapul.  Az eredeti cikk szerkesztőit annak laptörténete sorolja fel. Ez a jelzés csupán a megfogalmazás eredetét és a szerzői jogokat jelzi, nem szolgál a cikkben szereplő információk forrásmegjelöléseként.